# Nungkulan
Nungkulan is een bestuurslaag in het regentschap Wonogiri van de provincie Midden-Java, Indonesië. Nungkulan telt 2300 inwoners (volkstelling 2010).